# Kogoué (Fô)
Pour les articles homonymes, voir Kogoué.
Kogoué est une commune située dans le département de Fô de la province du Houet dans la région du Hauts-Bassins au Burkina Faso.

## Géographie
Kogoué est située à environ 6 km au nord-ouest de Fô et à un kilomètre de la RN9.